# Аббади, Антуан Томсон д’
Антуан Томсон д’Аббади (фр. Antoine Thomson d'Abbadie; 3 января 1810, Дублин — 19 марта 1897, Париж) — французский исследователь Эфиопского нагорья в 1838—1848 годах, брат Арно Мишеля д’Аббади. 

## Биография
Антуан Томсон, сын французского эмигранта, родился в Дублине. Своими путешествиями по Абиссинии (1837—1848 гг.) братья Аббади способствовали изучению географии этой страны и эфиопской филологии. В 1850 году братья были удостоены золотой медали Парижского географического общества. 
С 1852 года Антуан д’Аббади состоял корреспондентом Французской академии наук (с 1867 — академиком), а в 1892 году был президентом Французской академии наук.
Жил перед смертью в Андае на холме над морем в замке, называемом ныне Аббади, со своей женой Виржинией. Детей у них не было. Замок Аббади был построен в период с 1864 по 1878 год по проекту Виолле-ле-Дюка, который вошёл в историю как реставратор Собора Парижской Богоматери и города-крепости Каркассона. 
Здесь Антуан д’Аббади занимался баскским языком, известен тем, что связывал баскский язык с языками американских индейцев. Автор словаря амхарского языка (1881). 
Кавалер Ордена Почётного легиона. Завещал своё имущество Французской академии наук на цели, необходимые для составления звёздного каталога.
Важнейшие сочинения: «Resume geodesique», «Geodesie d’Ethiopie ou triangulation d’une partie de la Haute Ethiopie».

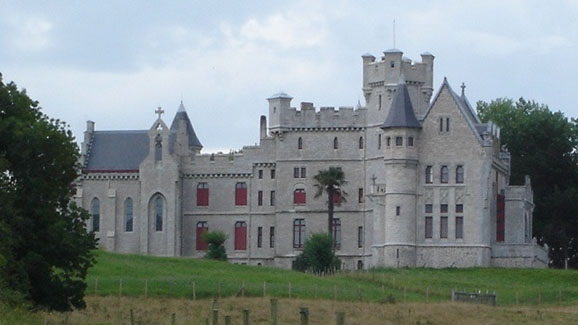
Замок Аббади